# Renault Avantime
Renault Avantime — трёхдверный минивэн французской компании Renault, но он был разработан и производился компанией Matra. Выпуск Avantime, отличавшегося необычным дизайном, начался в 2001 году, но уже в 2003 году был прекращен из-за низких продаж. Всего было выпущено только 8557 экземпляров Renault Avantime.
Название происходит от французского слова «Avant» и от английского «time (время)».

## Дизайн

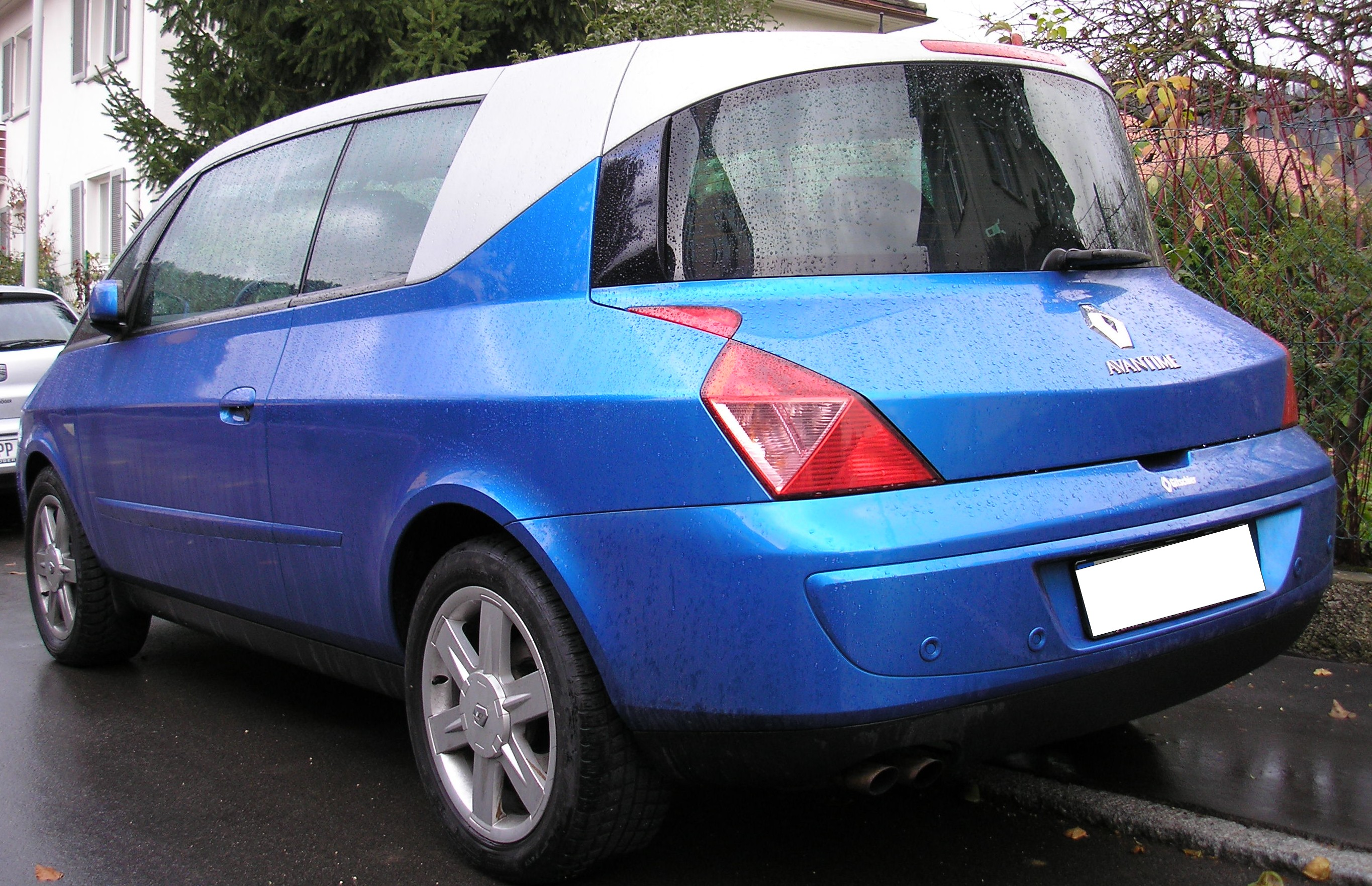
Вид сзади

Avantime был разработан в компании «Matra», уже ранее выпустившей модель Renault Espace, и был задуман Филиппом Гёдоном, главой автомобильного подразделения в компании, который считал, что «дети владельцев Espace остались равнодушными к машине даже после того, как они выросли и ушли». В результате этого и был создан Avantime.
Стилем занимался Патрик ле Кеман. Он совместил между собой минивэн и купе. Тьерри Метроц, менеджер проекта, сказал: «Мы хотели, чтобы кто-то ходил вокруг машины и удивлялся»."
Энтони Ранд, вице-президент Renault по дизайну, сказал: «Внешность и интерьер должны быть сочетающимися. Использование Espace в качестве основы, например, означало, что у нас была центральная основа, но это часть инновационного характера автомобиля.». Журнал «Car Magazine» назвал интерьер «архитектурным и роскошным».

## Продажи и критика

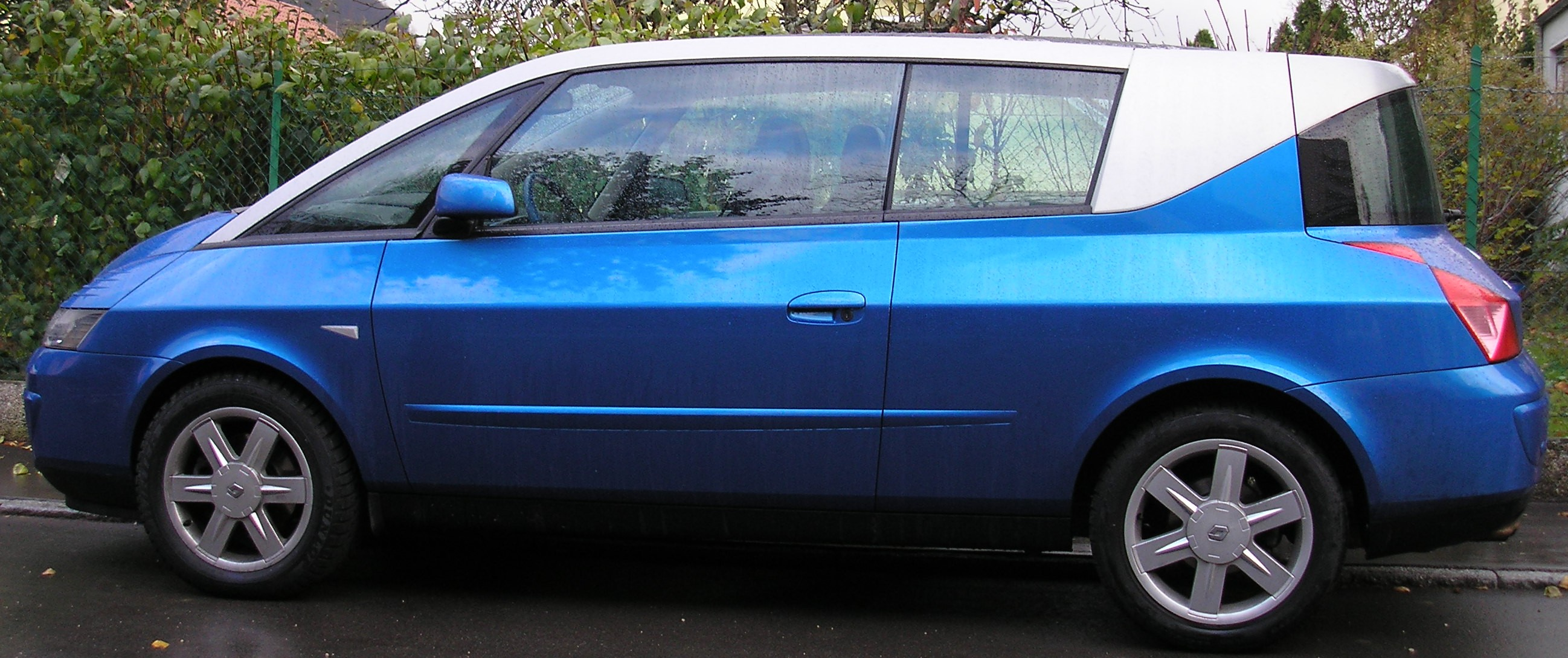
Вид сбоку

Avantime впервые был показан в феврале 1999 года как концепт-кар на пресс-конференции в Лувре, а через месяц - на Женевском автосалоне, где он был назван «Coupéspace» (рус. просторное купе) - и вышел в производство два года спустя, после последующих изменений в крыше для соответствия стандартам безопасности.
Продажи Avantime были плохими. Производству автомобиля не помогло даже введение модели Vel Satis (еще одного крупного и престижного Renault) примерно в то же время. Когда Matra решила выйти из производства автомобилей в 2003 году (частично в результате финансовых потерь, связанных с плохими продажами Avantime), Renault предпочла отказаться от Avantime, а не перенести свое производство этой модели на другой рынок.
Модель Renault Avantime 2001 года вошла в потребительский антирейтинг по версии британского издания «Auto Express», где были названы десять наихудших автомобилей продававшихся на туманном Альбионе за последние 25 лет).